# Dar Yaghmouracene
Dar Yaghmouracene (em árabe: دار يغمراسن) é uma cidade e comuna localizada na província de Tremecém, no noroeste da Argélia. Em 2008, sua população era de 6 331 habitantes.